# Зимогорье (Новгородская область)
Зимого́рье — село в Валдайском районе Новгородской области, входит в состав Валдайского городского поселения.
Село расположено на Валдайской возвышенности, в непосредственной близости от города Валдай, на федеральной автомобильной дороге «Россия» М10 (E 105). Северной частью Зимогорье выходит на побережье Валдайского озера. Также с севера от села проходит линия Октябрьской железной дороги Бологое-Московское — Валдай  — Старая Русса — Дно-1.

## Население
| 2010 | 2013 | 2014 | 2016 | 2017 | 2018 | 2019 |
| ---- | ---- | ---- | ---- | ---- | ---- | ---- |
| 885  | ↘455 | ↗823 | ↘804 | ↘790 | ↗796 | ↘788 |
| 2020 | 2021 |      |      |      |      |      |
| ↘785 | ↘672 |      |      |      |      |      |

## История

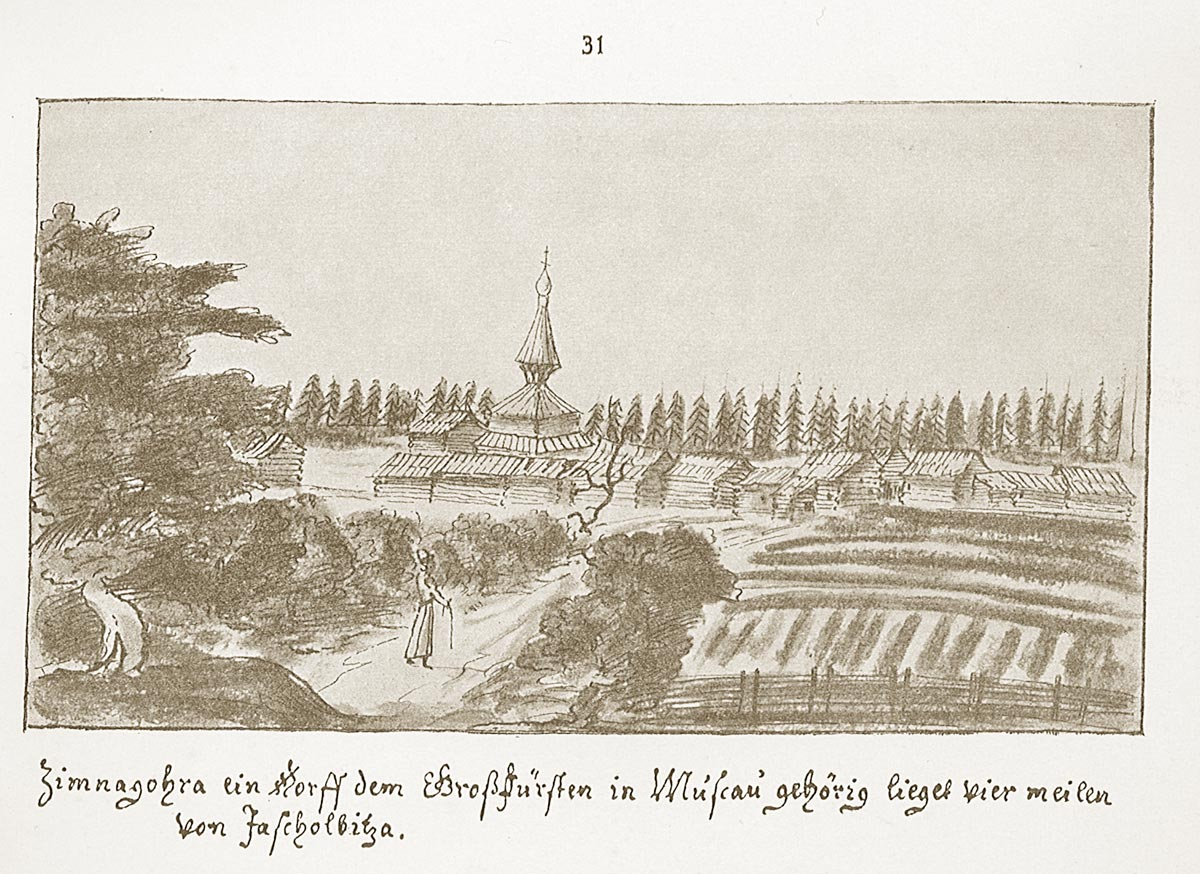
Зимогорье в 1661 году. Рисунок художника бывшего в свите Мейерберга

Во второй половине XVI века рядом с Валдаем, располагавшемся на Московской дороге, возникла ямская слобода. Возвышенность, где она образовалась называлось Зимняя Гора. Первоначально слобода называлась Ново-Валдайской или Новый Ям. Население яма имело повинность выделять охотников (ямщиков) для перевозки государственных людей и почтовых отправлений.
Со второй четверти XVII века Валдайский Ям стал называться Зимогорским Ямом. После переноса в 1712 году столицы в Петербург, Большая Московская дорога, соединившая Москву с новой столицей, стала главной дорогой империи — Большим Петербургским трактом.
В начале XIX века, когда была построена новая дорога с твёрдым покрытием Санкт-Петербург—Москва. В Зимогорье к этому времени насчитывалось 218 дворов. В 1851 году началось регулярное движение поездов между двумя столицами, и Большой Петербургский тракт, а с ним и ямская служба на этом направлении потеряли своё былое значение. Население Зимогорья к концу века уменьшилось на треть.
В конце XVIII—начале XIX веков, когда в Валдайском уезде вместо погостов начали формироваться волости, одной из самых крупных волостей уезда стала Зимогорская. В её состав вошли деревни Короцкого, Городненского и Нерецкого погостов. В 1890 году вновь образованная Зимогорская волость включала в себя 29 деревень с населением 5270 человек (всесте с насельниками Иверского и Короцкого монастырей).
В Зимогорье, как и в соседней деревне Шуя, проживало много староверов. В основном, это были ямщики, принадлежавшие к одному из двух старообрядских направлений: к беспоповцам федосеевцам, а с середины XIX века и к поповцам Белокриницкой иерархии.

## Известные уроженцы и люди, связанные с селом
- Инок Павел (Великодворский) (1808—1854) — старообрядческий деятель, причисленный к лику местночтимых святых Русской Православной старообрядческой Церкви, родился в селе 29 июня 1808 года.
- Васильев, Николай Григорьевич (1908—1943) — участник Великой Отечественной войны, Герой Советского Союза. В феврале 1927 года был назначен заведующим избы-читальни села Ям-Зимогорье.

## Улицы
- Ветеранов
- Железнодорожная
- Заводская
- Лесная
- Луговая
- Молодёжный (переулок)
- Новая
- Почтовая
- Приозёрная
- Совхозная
- Хвойная